# Gramàtica catalana (1956)
La Gramàtica catalana de Pompeu Fabra és una obra pòstuma editada per l'Editorial Teide a Barcelona l'any 1956 a cura de Joan Coromines. A més del prefaci de Coromines, l'obra s'estructura de la manera següent:

## Contingut
Prefaci

I. Ortografia
Les regles de l'accentuació gràfica
Els dos accents agut i greu
La dièresi
L'accent diacrític
Recte ús de les lletres
Discrepàncies entre el català i el castellà
II. Grup nominal
Formes masculines i formes femenines de l'adjectiu
Noms masculins i noms femenins
Les formes del plural
Article definit
Article indefinit
Adjectius pronominals
Números cardinals
Pronoms
L'anomenat article neutre
III. Verb
Verbs models
Infinitiu
Gerundi
Indicatiu present i subjuntiu present
Imperatiu
Indicatiu imperfet
Subjuntiu imperfet i indicatiu perfet
Participi passat
Indicatiu futur i condicional present
Verbs que s'aparten dels models
IV. Complements del verb
Els pronoms febles
El complement-acusatiu
El complement-datiu
Altres complements d'objecte
Complements circumstancials
Preposicions
El terme predicatiu
Els adverbis
V. Grups verbals
L'infinitiu
El gerundi
El participi passat
Proposicions subordinades i coordinades
Proposicions relatives
Proposicions interrogatives
Proposicions conjuncionals
Fets que es constaten en les subordinades i en les coordinades
VI. Derivació
Noms derivats d'altres noms
Noms derivats d'adjectius
Noms derivats de verbs
Adjectius derivats de noms
Adjectius derivats d'altres adjectius
Adjectius derivats de verbs
Verbs derivats de noms, adjectius i d'altres verbs
Adverbis
VII. Composició
Composts formats amb prefixos
Els altres composts
Apèndixs
Índex analític
Ús de les preposicions i conjuncions
Aclariments importants
Altres notes de menys importància
Additaments al capítol III
Segons Joan Coromines, es tracta d'una obra que supera les anteriors de Fabra: es concentra en la doctrina essencial i s'hi accentua l'aspecte codificador, ja que, en aquell moment, la reforma de Fabra ja havia estat acceptada per tothom. Així, hi inclou un gran nombre de qüestions que no havien estat tractades abans, especialment tracta amb més profunditat qüestions de sintaxi i lèxic. El conjunt de l'obra resulta útil per als parlants en general, però també per als mestres i els escriptors. De fet, ell mateix l'anomenava "la Gramàtica per als Mestres", segons explica Coromines: el mateix autor havia utilitzat l'expressió en alguna de les cartes que li havia adreçat.